# Kunio Katō

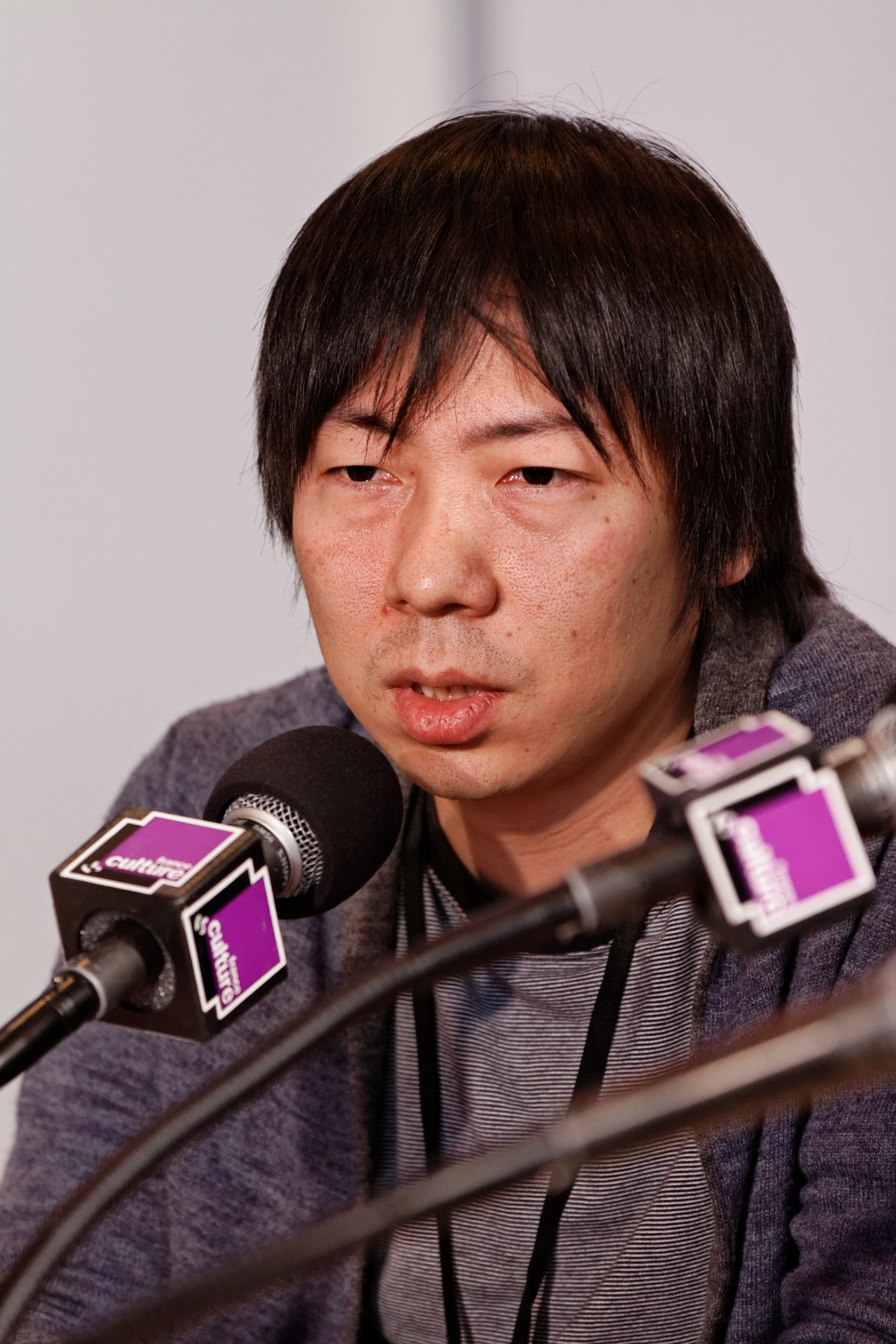
Kunio Katō

Kunio Katō (jap. 加藤 久仁生, Katō Kunio; * 1977) ist ein japanischer Trickfilmer.
Katō studierte an der Kunsthochschule Tama. Nach Abschluss des Studiums 2001 begann er, beim Animationsstudio Robot zu arbeiten. Gemeinsam mit anderen Character Animators bildet er dort das Kollektiv Robot Cage.
2003 veröffentlichte Katō im Internet den 16-minütigen Animationsfilm Aru Tabibito no Nikki (auch unter dem englischen Titel The Diary of Tortov Roddle bekannt), der der Reise von Tortov Roddle und seinem Begleiter, einem Schwein mit langen Füßen, durch eine surreale Welt folgt. Mit diesem Film nahm er am Kurzfilmwettbewerb des Festival d’Animation Annecy, einem der weltweit wichtigsten Festivals für Trickfilme, teil, konnte dort aber erst 2008 mit dem zwölfminütigen Das Haus aus kleinen Schachteln eine Auszeichnung erringen. Mit diesem Film um einen alten Mann, der ständig sein Haus um neue Etagen erweitern muss, um dem stetig steigenden Wasserspiegel zu entkommen, gewann er den Hauptpreis des Festivals, die Cristal d’Annecy. Bei der Oscarverleihung 2009 erhielt der Film den Preis für den „besten animierten Kurzfilm“.

## Filmografie
- 2001: The Apple Incident
- 2003: Aru Tabibito no Nikki (或る旅人の日記)
- 2004: Aru Tabibito no Nikki „Akaimi“ (或る旅人の日記『赤い実』)
- 2008: Das Haus aus kleinen Schachteln (つみきのいえ)